# Sehailia
Sehailia est une commune de la wilaya de Mascara en Algérie.